# Hypercompe euripides
Hypercompe euripides là một loài bướm đêm thuộc phân họ Arctiinae, họ Erebidae.